# Кученяєво (Алатирський район)
Кученя́єво (рос. Кученяево, чув. Кученяево) — селище у складі Алатирського району Чувашії, Росія. Входить до складу Алтишевського сільського поселення.
Населення — 22 особи (2010; 54 у 2002).
Національний склад:
- мордва — 85 %